# Shane Alexander
Shane William Desmond Alexander (ur. 30 czerwca 1935) – brytyjski arystokrata, najstarszy syn marszałka polnego Harolda Alexandra, 1. hrabiego Alexander of Tunis i lady Margaret Bingham, córki 5. hrabiego Lucan.
Wykształcenie odebrał w Harrow School w Londynie. W 1946 r. wyjechał do Kanady, gdzie jego ojciec został gubernatorem generalnym. Tam kontynuował naukę w Ashbury College w Ottawie. Po zakończeniu edukacji wstąpił do wojska i doszedł do rangi porucznika Irish Guards. Po śmierci ojca w 1969 r. odziedziczył tytuł hrabiego Alexander of Tunis i zasiadł w Izbie Lordów. Zasiadał tam do reformy 1999 r. W latach 1980–1990 był de facto dziedzicem tytułu hrabiego Caledon, dopóki 7. hrabiemu nie urodził się syn. W 1980 r. był dyrektorem Pathfinder Financial Corporation w Toronto.
14 lipca 1971 r. poślubił Hilary van Geest, córkę Johna van Geesta. Małżeństwo to nie doczekało się potomstwa i zakończyło się rozwodem w 1976 r.
22 lipca 1981 r. poślubił Davinię Mary Woodhouse (ur. 12 kwietnia 1955), córkę Johna Woodhouse’a, 4. barona Terrington i Suzanne Irwin, córki pułkownika Thomasa Irwina. Shane i Davinia mają razem dwie córki:
- Rose Margaret Alexander (ur. 23 kwietnia 1982)
- Lucy Caroline Alexander (ur. 1984)

Ponieważ lord Alexander nie ma synów, po jego śmierci tytuł przypadnie jego młodszemu bratu, Brianowi, prezenterowi BBC, który jest jedynym dziedzicem tytułu hrabiowskiego. W razie gdyby obaj bracia zmarli nie pozostawiwszy po sobie synów, tytuł hrabiego Alexander of Tunis wygaśnie.
Lord Alexander mieszka obecnie na Wandsworth Common West Side 59 w Londynie.